# 柴田秋雄
柴田 秋雄（しばた あきお、1942年11月6日 - 2024年12月24日）は元ホテルアソシア名古屋ターミナルホテル（JR東海子会社）の代表取締役専務総支配人。

## 来歴
- 1942年（昭和17年）11月6日、岐阜県中津川市生まれ。
- 岐阜県立岩村高校卒業。
- 1961年（昭和36年）4月、19歳の時、日本国有鉄道に入社。
- 1973年、31歳で当時の鉄道労働組合名古屋地方本部の専従役員となる。
- 1978年、国鉄を退職し組合役員に専念。
- 1987年（昭和62年）に東海旅客鉄道労働組合（現：JR東海ユニオン）の書記長を務めた。
- 1992年（平成4年）から日本鉄道労働組合連合会（JR連合）事務局長。
- 1994年（平成6年）にホテルアソシア名古屋ターミナルの販売促進部次長に転身。
- 1998年（平成10年）に総務部担当部長。
- 2000年（平成12年）取締役総支配人に就任。
- 2003年（平成15年）常務取締役総支配人、
- 2005年（平成17年）代表取締役専務総支配人に就任する。
- この間4期赤字のホテルを7期連続黒字のホテルに再生した。
- 2010年（平成22年）建て替えのため、ホテルアソシア名古屋ターミナルの営業終了。総支配人を退任。
- 2010年9月に生い立ちやホテルの再生などのエピソードを綴った柴田秋雄のホテル再生物語『日本一幸せな社員をつくる』が発刊された。
- 2011年（平成23年）アソシア志友館開設、代表就任。
- 2013年（平成25年）一般社団法人アソシア志友館設立、理事長就任。
- 2024年（令和6年）12月24日、急性肺炎のため死去[1]。82歳没。

## ホテルアソシア名古屋ターミナル
1974年（昭和49年）11月28日から2010年9月30日まで営業していた東海旅客鉄道（JR東海）系列のホテル。
バブル崩壊の駅前の再開発で、周辺に巨大ホテルが立ち並んだ影響で客足が遠のき、4期連続の赤字になるほどに経営が悪化した際、ホテル幹部が総辞職した中で、人員削減に成功した柴田は総支配人の座を任されることになる。
2000年9月の集中豪雨で駅で帰宅できず立ち往生している人々にロビーやレストランを解放し、避難所として提供。その後、新聞記事で「真心」ホテルNo.1と呼ばれた。
2001年に経営が黒字化。
2007年9月、ホテルで飲食した客8名が食中毒の症状を訴えたため、1週間営業停止となった。名古屋市では食中毒の患者の数が10名以下場合公表の義務はなかったが、マスコミに食中毒が起きたことを発表した。
2010年9月30日付けで運営会社の名古屋ターミナルホテル株式会社は解散した。
2014年2月、ドキュメンタリー映画『日本一幸せな従業員をつくる!～ホテルアソシア名古屋ターミナルの挑戦～』公開。その後、この映画は文部科学省選定（平成26年2月19日、少年・青年・成人向き）。
2015年11月19日、フジテレビ『奇跡体験!アンビリバボー 倒産寸前ホテルが奇跡の復活★日本一心温まるおもてなし』でオンエア。

## アソシア志友館

### 概要
様々な業種の人たちが集まり、世の中をより良くするために共に活動をしている会。元ホテルアソシア名古屋ターミナルの総支配人である柴田秋雄が理事長を務めている。

### 沿革
- 2010年2月、アソシア志友館を設立。
- 2011年6月、東日本大震災チャリティコンサートを開催。
- 2013年8月、一般社団法人アソシア志友館を設立。
- 2014年2月、ドキュメンタリー映画『日本一幸せな従業員をつくる』映画初上映。
- 2014年10月、ドキュメンタリー映画『日本一幸せな従業員をつくる』観客動員数全国で1万人を達成。
- 2015年7月、『日本でいちばん心温まるホテルであった奇跡の物語』を柴田秋雄/瀧森古都著の本を出版、販売開始。
- 2015年7月、『日本でいちばん心温まるホテルであった奇跡の物語』のDVDがTSUTAYAビジネスカレッジから発売。
- 2016年1月、柴田秋雄著『日本でいちばん幸せな社員をつくる』を出版、販売開始。
- 2016年9月、熊本地震復興支援チャリティコンサートを開催、義援金を益城町に届ける。
- 2017年4月、ドキュメンタリー映画『日本一幸せな従業員をつくる』観客動員数全国で6万人を達成。

### 主な活動内容
- 柴田秋雄 講演活動 （年間24回）※ 2014年度は104回開催
- 柴田塾
- アソシア志友舘おもしろ学校（年間7回）
- 一語一笑セミナー（年間6〜8回）
- ドキュメンタリー映画『日本一幸せな従業員をつくる』〜ホテルアソシア名古屋ターミナルの挑戦〜 自主上映推進活動
- 特別課外授業
- 柴田秋雄著『ホテル再生物語が、の販売
- 柴田秋雄著『日本でいちばん心温まるホテルであった奇跡の物語』の販売
- 柴田秋雄著『日本でいちばん幸せな社員をつくる』の販売
- 講演会DVDの販売
- 画家南正文氏の画集『ふりかえってみれば…』の販売
- ドキュメンタリー映画『天から見れば』 自主上映推進活動
- シンガーソングライター 明日香 ブログ本の販売
- アソシア志友館グッズ（カレンダー）の販売
- 会員の交流会

## ドキュメンタリー映画『日本一幸せな従業員をつくる』

### 概要
ドキュメンタリー映画『日本一幸せな従業員をつくる!～ホテルアソシア名古屋ターミナルの挑戦～』は2014年2月公開。このホテルが閉業するまで撮影された。受賞歴は文部科学省選定（平成26年2月19日、少年・青年・成人向き）。

### あらすじ
名古屋駅前の老舗ホテルは、４期連続の赤字を出していた。経営陣の退陣、新たな総支配人に選ばれたのは、柴田秋雄。長らく労働組合の役員を務めた柴田は、再建に乗り出す。しかし、実行した再建策は、リストラでも、成果主義導入でもなかった。従業員が参加して、経営理念をつくり、みんなで合宿して夜を徹して夢を語り合い、夢は「日本一幸せな従業員をつくる」こと。従業員のお誕生日会、従業員食堂のリニューアル、数々の試しみが始まる。

### 出演
- 柴田秋雄
- ホテルアソシア名古屋ターミナルの皆様 他

### スタッフ
- 監督／岩崎靖子
- 撮影・編集／小野敬広
- 撮影／入江富美子
- 音楽／溝渕大智、ブレーメンの音楽隊
- 制作／Ｅ・Ｅプロジェクト
- 配給／ハートオブミラクル
- 協力／アソシア志友館
- 映像協力／ホットムーバー

## 書籍
- 『柴田秋雄のホテル再生物語』（2010年9月、ISBN 978-4-8062-0617-0　中日新聞社刊）
- 『日本でいちばん心温まるホテルであった奇跡の物語』（2015年7月28日、柴田秋雄 著、瀧森古都 著）

## 関連人物・外部リンク
- ホテルアソシア
- 名古屋ターミナルビル
- ホテルアソシア名古屋ターミナル
- ベント・セヴェリン
- 岩崎靖子
- ＮＰＯ法人　ハートオブミラクル
- 一般社団法人 アソシア志友館
- 映画『日本一幸せな従業員をつくる!～ホテルアソシア名古屋ターミナルの挑戦～』－Facebook